# Elekrična violina
Električna violina je violina koja ima ugrađeno pojačalo zvuka. Odnosi se na instrument koji ima rezonatorsku kutiju od čvrstog materijala (drveta i slično) u koju je ugrađeno električno pojačalo. Električna violina drugačije se zove i „pojačana violina“ ili „elektroakustična violina“.

## Istorija
Električno pojačane violine korišćene su u raznim žanrovima još od 1920-ih; Džez i bluz. Izvođač Staf Smit smatra se jednim od prvih izvođača koji su koristili elektromagnetna pojačala za violine. Elektro string instruments korporacija, Našonal string instruments korporacija i kompanija Vega prodavali su električne violine u tridesetim i četrdesetim godinama prošlog veka. Fender je 1958. godine proizveo vrlo mali broj električnih violina i ponovo ih je proizvodio između 1969. i 1975 godina.

## Opis
Električne violine sa čvrstim telom obično imaju netradicionalni, minimalistički dizajn u cilju smanjenja težine instrumenta. U poslednje vreme se u procesu izrade koriste materijali poput kevlara, stakla i ugljeničnih vlakana. Na njih se često gleda kao na "eksperimentalne" instrumente, koji su manje zastupljeni u odnosu na električne gitare ili basove. Postoji mnogo varijacija standardnog dizajna, poput pragova, dodatnih žica, mehanizam za štimovanje žica ili "bariton" žica koje zvuče oktavu niže od normalnih žica. Sve su češće akustične violine sa pet žica. Zbog toga, nije neobično da električne violine imaju pet, šest, sedam ili više žica.

## Elektromagneti
Ektrične violine mogu koristiti magnetna, pijezo-električna ili elektrodinamička pojačala. Violina sa magnetnim pojačalom zahteva upotrebu violinskih žica sa feromagnetnim jezgrom. Na tržištu postoji nekoliko modela jednojezgarnih pojačala, mada je kod violina, zbog manje veličine rezonatorske kutije, jako mali prostor za smeštanje magneta. Jedan od nespecifičnijih sistema pojačavanja koristi same violinske žice kao linearni pojačavački element. Jedino ograničenje je da same žice moraju da budu od elektro-provodljivog materijala.